# Єзьоркі (Сувальський повіт)
Єзьоркі (пол. Jeziorki) — село в Польщі, у гміні Шиплішки Сувальського повіту Підляського воєводства.
Населення — 35 осіб (2011).
У 1975-1998 роках село належало до Сувальського воєводства.

## Демографія
Демографічна структура станом на 31 березня 2011 року:
|          | Загалом | Допрацездатний вік | Працездатний вік | Постпрацездатний вік |
| -------- | ------- | ------------------ | ---------------- | -------------------- |
| Чоловіки | 20      | 3                  | 16               | 1                    |
| Жінки    | 15      | 2                  | 10               | 3                    |
| Разом    | 35      | 5                  | 26               | 4                    |